# Станнат кальция
Станнат кальция — неорганическое соединение,
соль кальция и оловянной кислоты с формулой CaSnO3,
бесцветные кристаллы,
не растворяется в воде,
образует кристаллогидраты.

## Получение
- Спекание оксида кальция и диоксида олова:

{\displaystyle {\mathsf {SnO_{2}+CaO\ {\xrightarrow {T}}\ CaSnO_{3}}}}

## Физические свойства
Станнат кальция образует бесцветные кристаллы нескольких модификаций:
- тригональная сингония, параметры ячейки a = 0,5487 нм, c = 1,5287 нм, Z = 6 (или a = 0,6000 нм, α = 54,42 нм, Z = 2) [1].
- ромбическая сингония, пространственная группа P bnm, параметры ячейки a = 0,551330 нм, b = 0,566296 нм, c = 0,788069 нм, Z = 4 [2].

Не растворяется в воде.
Образует кристаллогидрат состава CaSnO3•3H2O.